# Resurrection (Galneryus)
Resurrection è il sesto album del gruppo musicale giapponese Galneryus power metal, pubblicato dall'etichetta discografica VAP il 23 giugno 2010.

## Tracce
1. United Blood – 1:48
2. Burn My Heart – 6:50
3. Carry On – 4:59
4. Destinations – 6:08
5. Still Loving You – 4:40
6. Emotions – 6:06
7. Save You – 7:27
8. A Far-Off Distance – 4:53
9. Fall In The Dark – 5:07
10. Destiny – 7:44
11. The Road Goes On – 2:04

## Formazione
- Masatoshi Ono (SHO) - voce
- Syu - chitarra
- Taka - basso
- Junichi - batteria
- Yuhki - tastiere